# Nova (Sam Alexander)
Nova (Sam Alexander) is een personage uit de strips van Marvel Comics. Hij verscheen voor het eerst in Marvel Point One #1 (november 2011) en werd bedacht door Jeph Loeb en Ed McGuinness, gebaseerd op de oude Nova Richard Rider. Sam Alexander is lid van de intergalactische politie die bekend staat als het Nova Corps.

## Biografie
Sam Alexander werd wakker in een ziektehuisbed na een ongeval toen hij op zoek was naar zijn vermiste vader. Hier vertelde Rocket Raccoon en Gamora hem dat zijn vader lid was van het Nova Corps. Rocket en Gamora hadden de helm gevonden van Alexanders vader en gaven dit aan Sam. Ook trainde ze Alexander zijn krachten te beheersen. Alexander noemde zichzelf Nova en sloot zich tijdelijk aan bij o.a. de Guardians of the Galaxy, The Avengers en het Nova Corps. Later sloot hij zich definitief aan bij de groep The Champions.

## In andere media

### Televisieseries
Sam Alexander komt ook voor in verschillende televisieseries van Marvel waaronder Ultimate Spider-Man waarin hij een hoofdpersonage was. De Nederlandse stem in de deze animatie serie werd gedaan door Sander van Amsterdam.

### Videogames
Sam Alexander komt voor in verschillende videogames van Marvel. Sam Alexander was onder andere een speelbaar personage in de videogame Disney Infinity 2.0: Marvel Super Heroes. Hierin werd de Nederlandse stem weer gedaan door Sander van Amsterdam.